# Brutònica
La brutònica (Teucrium asiaticum) és una planta lamiàcia endèmica de les Illes Balears, concretament de Mallorca i Menorca.

## Descripció
Arbust de 20-45 cm d'alt, erecte, d'olor penetrant. Les tiges són quadrangulars, ascendents i gràcils: les joves verdes o vermelloses, amb glàndules esferoïdals o amb pèls papilosos retrorsos, els vells marró-vermellosos, glabrescents.
Les fulles mesuren 18-35 per 2-4 mm, linear-lanceolades, linears, cunejada, de làmina atenuada en un pecíol de 3-4 mm, dentades o serrades amb dents mucronulats, planes o una mica revolutes, amb un feix verd fosc, rugosa, amb pèls flexuosos, retroflexes i amb glàndules esferoïdals i pèls retorsos esparcits.
La inflorescència o ramificada, en raïms laxes de verticil·lastres de 2 flors oposades, la part superior amb 8-12 verticil·lastres, els laterals amb només 2-5. Les bràctees inferiors 9-10 per 3 mm, com les fulles caulinars, oblongo-lanceolades, agudes, cunejades, dentades des de la meitat o el terç superior, planes i les bractèoles són ovato-lanceolades, cunejades, agudes o acuminades, les superiors de 5 per 1,5 mm, senceres, més curtes que el pedicel floral.
Les flors tenen un pedicel de 3,5-6 mm, retorçats en la fructificació, amb pèls retrosos i glàndules esferoïdals. El calze, de 4-5 mm, campanulat, gibós, bilabiat té un tub 3-3,5 mm. La corol·la, de 8-8,5 mm, és bilabiada, rosada amb el tub de 4-4,5 mm, eixamplat a la boca, pubescent, rosat; lòbuls latero-superiors molt reduïts a dues aurícules erectes; el llavi inferior té uns 5-6 mm, amb lòbuls laterals inferior d'1 per 0,2 mm, oblongs, pubescents a la cara externa; el lòbul central, de 3 per 1,5 mm, és oblong, espatulat, amb gola de prop d'1 mm, molt deflex, pubescent a la cara dorsal.
Els fruits són núcules d'1,2-1,5 mm, subgloboses, llises, amb glàndules esferoidals, de color marró.

## Hàbitat
Viu als clars dels boscos, vores dels camins, llocs oberts i nitrificats, fissures de roques i pendents pedragoses i rocoses, a substrat calcari; des dels 50 fins als 1400 m d'altitud. Floreix des del maig fins al novembre.

## Taxonomia

### Etimologia
Antigament, el seu nom científic era Teucrium lancifolium i feia referència a la forma lanceolada de les fulles. Se n'adonaren però, que el nom asiaticum era més antic i que, per tant, tenia precedència. La referència a Àsia del nom es creu que és a causa d'una confusió de Linné.

### Sinonímia
- Scorodonia lancifolia Moench, Methodus: 384, 1794
- Teucrium lancifolium (Moench) Boiss., Diagn. Pl. Orient., II, 4: 56,18594[4]

### Citologia
El nombre de cromosomes de Teucrium asiaticum (Fam. Labiatae) i taxons infraespecífics és:
2n=32.